# Episodi di Hunter (seconda stagione)
La seconda stagione della serie televisiva Hunter, composta da 23 episodi, è stata trasmessa negli Stati Uniti dal 21 settembre 1985 al 20 maggio 1986 dal canale NBC. In Italia è stata trasmessa su Rai 2 nel 1990.
| nº | Titolo originale                     | Titolo italiano                             | Prima TV USA      | Prima TV Italia |
| -- | ------------------------------------ | ------------------------------------------- | ----------------- | --------------- |
| 1  | Case X                               | Il caso X                                   | 21 settembre 1985 | 1990            |
| 2  | Night of the Dragons                 | La notte dei draghi                         | 28 settembre 1985 | 1990            |
| 3  | The Biggest Man in Town              | Il ricatto non paga                         | 5 ottobre 1985    | 1990            |
| 4  | Rich Girl                            | Una ragazza ricca                           | 19 ottobre 1985   | 1990            |
| 5  | Killer in the Halloween Mask         | L'assassino in maschera                     | 26 ottobre 1985   | 1990            |
| 6  | Rape & Revenge: Part 1 & 2           | Violenza e vendetta (prima e seconda parte) | 2 novembre 1985   | 1990            |
| 7  | Rape & Revenge: Part 1 & 2           | Violenza e vendetta (prima e seconda parte) | 9 novembre 1985   | 1990            |
| 8  | Million Dollar Misunderstanding      | Equivoco da un milione di dollari           | 16 novembre 1985  | 1990            |
| 9  | The Big Fall                         | Doppio salto                                | 23 novembre 1985  | 1990            |
| 10 | Waiting for Mr. Wrong                | Missione a San Diego                        | 7 dicembre 1985   | 1990            |
| 11 | Think Blue                           | È triste per voi ragazzi                    | 14 novembre 1985  | 1990            |
| 12 | Blow-Up                              | Blow-Up                                     | 4 gennaio 1986    | 1990            |
| 13 | War Zone                             | Zona di guerra                              | 11 gennaio 1986   | 1990            |
| 14 | Burned                               | Carbonizzato                                | 18 gennaio 1986   | 1990            |
| 15 | Scrap Metal                          | Il contratto                                | 1º gennaio 1986   | 1990            |
| 16 | Fagin 1986                           | Un "fagin" dei nostri giorni                | 8 febbraio 1986   | 1990            |
| 17 | 62 Hours of Terror                   | 62 ore di terrore                           | 15 febbraio 1986  | 1990            |
| 18 | Death Machine                        | Macchina di morte                           | 11 marzo 1986     | 1990            |
| 19 | The Set Up                           | Messa in scena                              | 25 marzo 1986     | 1990            |
| 20 | The Beautiful & the Dead: Part 1 & 2 | Il russo (prima e seconda parte)            | 1º aprile 1986    | 1990            |
| 21 | The Beautiful & the Dead: Part 1 & 2 | Il russo (prima e seconda parte)            | 8 aprile 1986     | 1990            |
| 22 | The Return of Typhoon Thompson       | Il ritorno di Typhoon Thompson              | 6 maggio 1986     | 1990            |
| 23 | Saturday Night Special               | Jack dei bassifondi                         | 20 maggio 1986    | 1990            |